# 梁成 (嘉靖進士)
梁成（1512年—？），字公濟，山東兖州府平陰縣人，民籍，明朝政治人物。

## 生平
山東鄉試第四十五名舉人。嘉靖二十年（1541年）中式辛丑科會試第一百九十六名，登第三甲第一百八十七名進士。

## 家族
曾祖梁英；祖父梁俊，府照磨；父梁棟，縣丞。母趙氏。慈侍下。